# Mordellistena kirghizica
Mordellistena kirghizica es una especie de coleóptero de la familia Mordellidae.

## Distribución geográfica
Habita en Kirguistán.